# Mwana Kupona
Mwana Kupona binti Msham (geb. 1810 auf Pate; gest. 1860) war eine swahilische Dichterin. Sie war die Autorin des Gedichts Utendi wa Mwana Kupona (Das Werk von Mwana Kupona), das als eine der bekanntesten Arbeiten der frühen Swahili-Literatur gilt. 

## Biographie
Mwana Kupona kam 1810 auf der zum heute kenianischen Lamu-Archipel gehörenden Insel Pate zur Welt, die damals dem Sultanat Sansibar unterstand. Sie war die letzte Ehefrau von Scheich Bwana Mataka, dem Herrscher von Siyu, einer an der Nordküste Pates gelegenen Siedlung. Sie hatten gemeinsam zwei Kinder. Mataka starb 1856; zwei Jahre später schrieb Mwana Kupona ihr berühmtes Gedicht und widmete es ihrer 14-jährigen Tochter Mwana Heshima. Mwana Kupona starb etwa 2 Jahre später an einer Genitalblutung.

## Utendi wa Mwana Kupona
Das Gedicht entstand 1858 (entsprechend dem Jahr 1275 im islamischen Kalender), zu einem Zeitpunkt, als die Autorin zunehmend durch eine Erkrankung beeinträchtigt war. Es besteht aus 98 Versen und beinhaltet Lehren und Ratschläge von Mwana Kupona an ihre Tochter in Bezug auf die Ehe, das richtigen Verhalten in Haus und Familie und religiöse Pflichten. Sie berichtet, dass sie eine von gegenseitigem Respekt getragene Ehe geführt habe. Ihr Mann habe sie vor seinem Tod gesegnet und sei in Frieden und voller Dankbarkeit verstorben. Das Gedicht fand weite Verbreitung und es existieren zahlreiche Abschriften. Trotz des scheinbar säkularen Themas ist das Buch stark religiös und sogar mystisch geprägt. Die letzten Zeilen des Gedichts sind der Autorin selbst gewidmet: 

„Mwenye kutunga nudhumu

Ni gharibu mwenye hamu

Na ubora wa ithimu

Rabbi tamghufiria

Ina lake mufahamu

Ni mtaraji karimu

Mwana Kupona Mshamu

Pate alikozaliwa

Tarikhiye kwa yakini

Ni alifu wa miyateni

Hamsa wa sabini“

Die Autorin bezeichnet sich als trauernde Witwe, als Sünderin, die aber auf Vergebung durch Gott vertraut. Sie gibt ihren Namen Mwana Kupona Mshamu und ihren Geburtsort Pate an und endet mit der Jahresangabe: „Dies wurde geschrieben. Eintausendzweihundert. Fünfundsiebzig.“

## Rezeption
Mwana Kupona wurde mit dem Utendi in die 1992 erschienene Anthologie Daughters of Africa von Margaret Busby aufgenommen.
Der kenianische Autor  und Dozent für Swahili-Literatur Kitula King'ei veröffentlichte 2000 ein Kinderbuch mit dem Titel Mwana Kupona: Poetess from Lamu, basierend auf der Arbeit und dem Leben von Mwana Kupona.